# Auch (álbum)
auch é o décimo segundo álbum de estúdio da banda alemã Die Ärzte, lançado em 13 de abril de 2012, depois de cinco anos sem lançar um álbum, acompanhado por mais 2 EP's (zeiDverschwÄndung e M&F).
Em abril de 2012 o álbum alcançou a primeira posição nas paradas da Alemanha, Áustria e Suíça.

## Faixas
| N.º            | Título                       | Música/letra              | Duração |  |
| 1.             | "Ist das noch Punkrock?"     | Farin Urlaub              | 2:59    |  |
| 2.             | "Bettmagnet"                 | Bela B.                   | 3:07    |  |
| 3.             | "Sohn der Leere"             | Rodrigo González          | 3:42    |  |
| 4.             | "TCR"                        | Urlaub                    | 3:44    |  |
| 5.             | "Das darfst du"              | Bela B                    | 3:20    |  |
| 6.             | "Tamagotchi"                 | González/Bela B., Urlaub  | 3:06    |  |
| 7.             | "M&F"                        | Urlaub                    | 4:16    |  |
| 8.             | "Freundschaft ist Kunst"     | Bela B                    | 3:22    |  |
| 9.             | "Angekumpelt"                | González/González, Urlaub | 2:34    |  |
| 10.            | "Waldspaziergang mit Folgen" | Urlaub                    | 3:27    |  |
| 11.            | "Fiasko"                     | Urlaub                    | 2:44    |  |
| 12.            | "Miststück"                  | Bela B                    | 3:39    |  |
| 13.            | "Das finde ich gut"          | González                  | 2:27    |  |
| 14.            | "Cpt. Metal"                 | Urlaub                    | 4:36    |  |
| 15.            | "Die Hard"                   | González                  | 2:20    |  |
| 16.            | "zeiDverschwÄndung"          | Bela B                    | 2:57    |  |
| Duração total: | Duração total:               | Duração total:            | 52:32   |  |

## Paradas
| País     | Posição | Vendas |
| -------- | ------- | ------ |
| Alemanha | 1       | …      |
| Áustria  | 1       | …      |
| Suíça    | 1       | …      |